# Armadillidium rosai
Armadillidium rosai är en kräftdjursart som beskrevs av Arcangeli 1913. Armadillidium rosai ingår i släktet Armadillidium och familjen klotgråsuggor. Inga underarter finns listade i Catalogue of Life.